# Північна кільцева дорога (Велика Британія)
Північна кільцева дорога (офіційна назва A406, іноді відома як просто Північна дорога) має 41 кілометр кільцева дорога навколо центру Лондона в Англії. Вона пролягає від Чізвіка на заході до Вулвіча на сході через передмістя Північного Лондона, з’єднуючи різні передмістя та інші магістральні дороги в регіоні. Разом зі своїм аналогом, A205 Південної кільцевої дороги, вона утворює кільцеву дорогу навколо центру Лондона. Ця кільцева дорога не є повним кругом міста, оскільки вона має С-подібну форму, а не повну петлю, оскільки річку Темзу на сході перетинають на поромі Woolwich Ferry.

## Дизайн
Дорога спочатку була розроблена, щоб з’єднати місцеві промислові громади, а також оминати Лондон, і була побудована в 1920-х і 1930-х роках. Після Другої світової війни його було значно модернізовано, і в певний момент його планували модернізувати до автомагістралі в рамках суперечливої та остаточно скасованої схеми Лондонських кільцевих доріг наприкінці 1960-х років. На початку 1990-х років дорогу розширили, щоб оминути Баркінг і зустрітися з A13 на північ від Вулвіча; ділянки на південь звідси до поромної переправи, у Бектоні та Північному Вулвічі, позначено відповідно A1020 та A117 замість A406.
Дизайн дороги варіюється від шестисмугової з подвійною проїзною частиною до міських вулиць; останній, хоч і короткий, спричиняє затори в Лондоні та регулярно відображається в місцевих звітах про дорожній рух, зокрема на Баундс-Грін. Невизначеність розвитку призвела до занепаду міст і занепаду власності вздовж маршруту, а також призвела до критики через низький рівень забруднення. Кілька міських рад Лондона запровадили проекти регенерації, щоб покращити навколишнє середовище для громад поблизу Північної кругової дороги.

## Маршрут
Північна кільцева дорога утворює північну частину кільцевої дороги навколо центру Лондона. У неї було вкладено значно більше інвестицій, ніж у її аналог, Південну кільцеву дорогу, і, отже, вона проходить більш спеціально побудованою дорогою, ніж міськими вулицями, часто в поєднанні зі знесенням існуючих будинків та міської інфраструктури. Хоча маршрут має альтернативні назви в деяких точках, його зазвичай називають Північним кільцевим маршрутом для цілей планування маршруту. Маршрут здебільшого складається з подвійної проїзної дороги з роздільними рівнями від A40 на Хангер-Лейн до A13 у Бектоні, за винятком перехрестя Друрі-Вей/Брентфілд-Роуд, перехрестя Голдерс-Грін-Роуд/Брент-Стріт, Хенліс-Корнер і ділянки від Баундс-Грін до Грін-Лейнс. У тих областях, де вдосконалення відбувалися найповільніше, а модернізація малоймовірна, використовуються оригінальні назви, такі як Ганнерсбері-авеню та Боус-роуд.

### Ганнерсбері, Хенгер Лейн і Брент Кросс

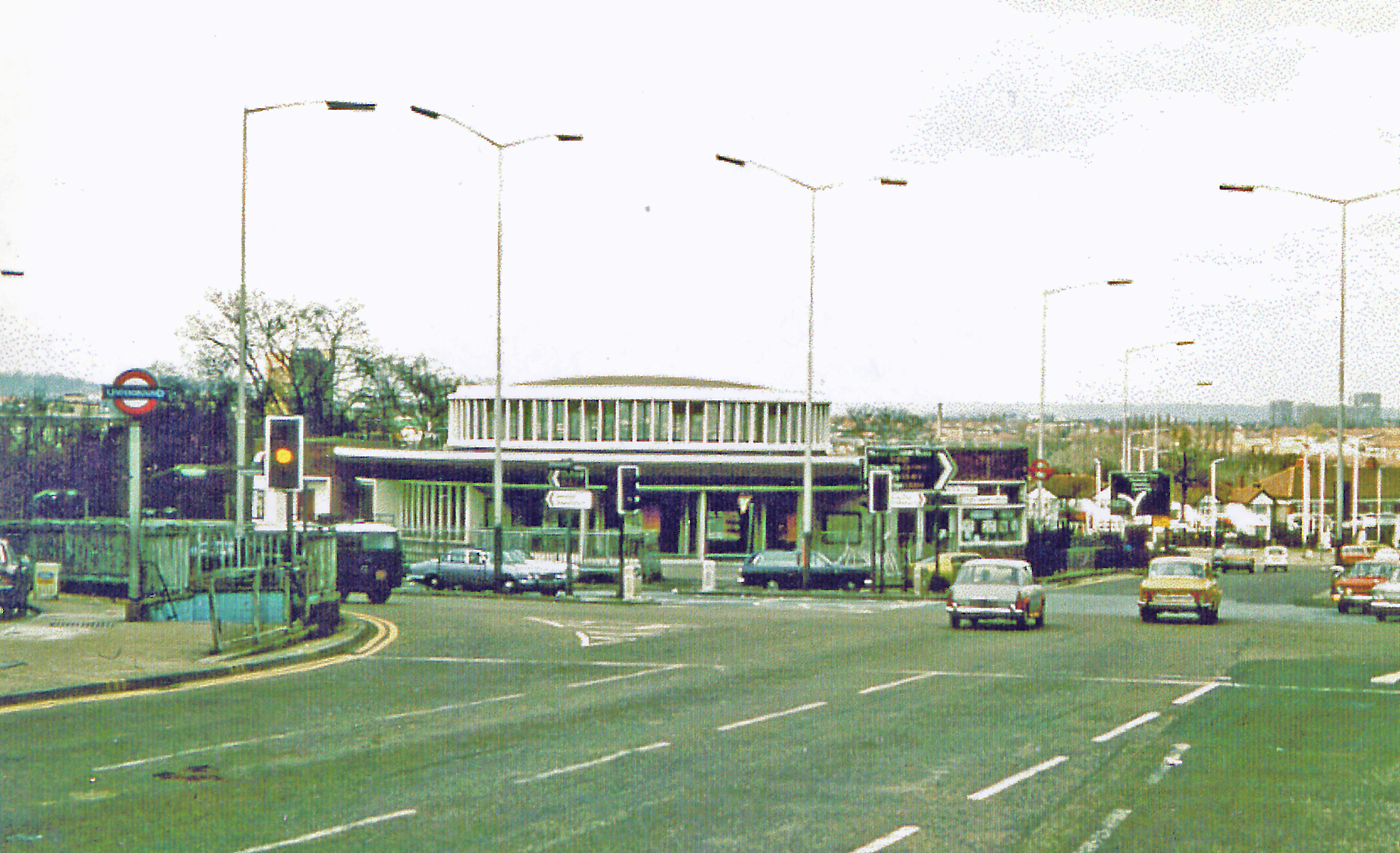
Хенгер Лейн Гіраторій на Північній кільцевій автомагістралі є однією з найбільш перевантажених перехресть у Лондоні, що перевозить понад 10 000 автомобілів на годину.

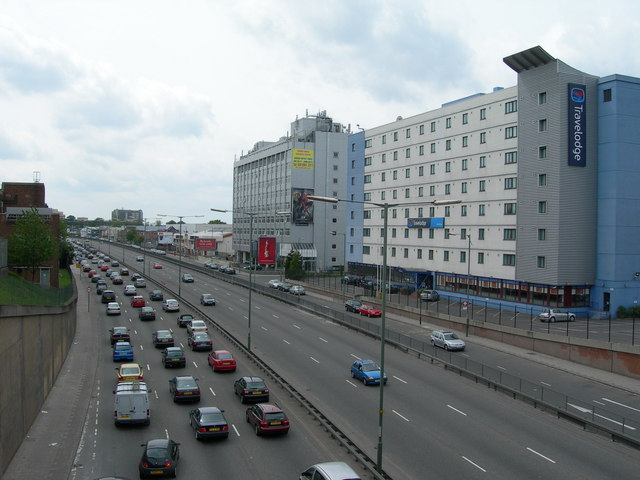
Шестисмугова подвійна проїзна дорога на північ від гіраторії Хангер Лейн з додатковою двосмуговою дорогою на захід від неї, що забезпечує доступ до промислової зони, супермаркетів та інших комерційних приміщень

Дорога починається в Ганнерсбері біля естакади Чізвік (розв'язка 1 M4), від якої Південна окружна дорога (A205) прямує на південь через міст Кью, а А4 прямує на схід до Чізвіка та на захід до Брентфорда. Перша ділянка пролягає вздовж Ганнерсбері-авеню через Ганнерсбері-парк до Ілінг-Коммон з поєднанням одно- та двопроїзних доріг, де вона стає Хенгер-лейн. Дорога перетинає магістраль Great Western Main Line на захід від Паддінгтона до гіраторної системи Hanger Lane, великого кругового перехрестя на вершині Western Avenue (A40) зі станцією метро Hanger Lane. Це одна з найжвавіших перехресть у Лондоні, по ній проїжджає 10 000 автомобілів на годину.
A406 пролягає по спеціально побудованій дорозі на північ від Гіраторії Хангер Лейн і на вуличних покажчиках називається «Північна окружна дорога». Дорога має шість смуг і подвійну проїжджу частину, яка з’єднує промислові зони в цьому районі та проходить під магістральною лінією Західного узбережжя біля парку Стоунбридж . Крім цього, на південному сході є перехрестя з IKEA та храмом Neasden, а дорога пролягає вздовж відкритої землі на південь від водосховища Welsh Harp. За водосховищем є велика розв’язка з дорогою Edgware (A5) і розв’язкою 1 автомагістралі M1 у Staples Corner, а також розв’язка з торговим центром Brent Cross на розв’язці Brent Cross (приєднання до A41 з Фінчлі). Ця ділянка Північної кругової дороги була використана для зйомок епізоду автомобільної погоні у фільмі «Вітнейл і я».

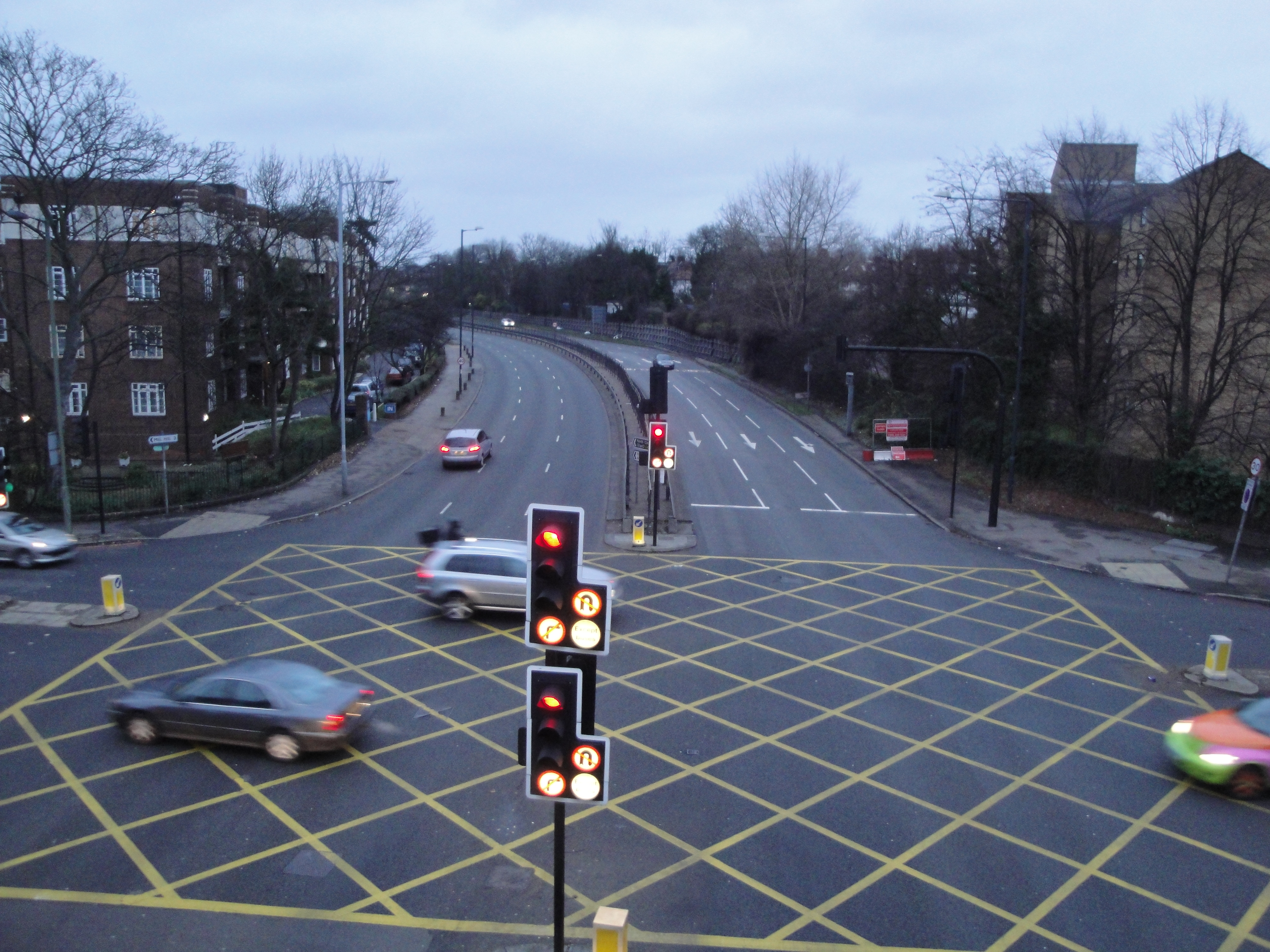
Перехрестя Брент-стріт і Голдерс-Грін-роуд, вид з пішохідного мосту в Гендоні

### Саутгейт, Вудфорд і Бектон

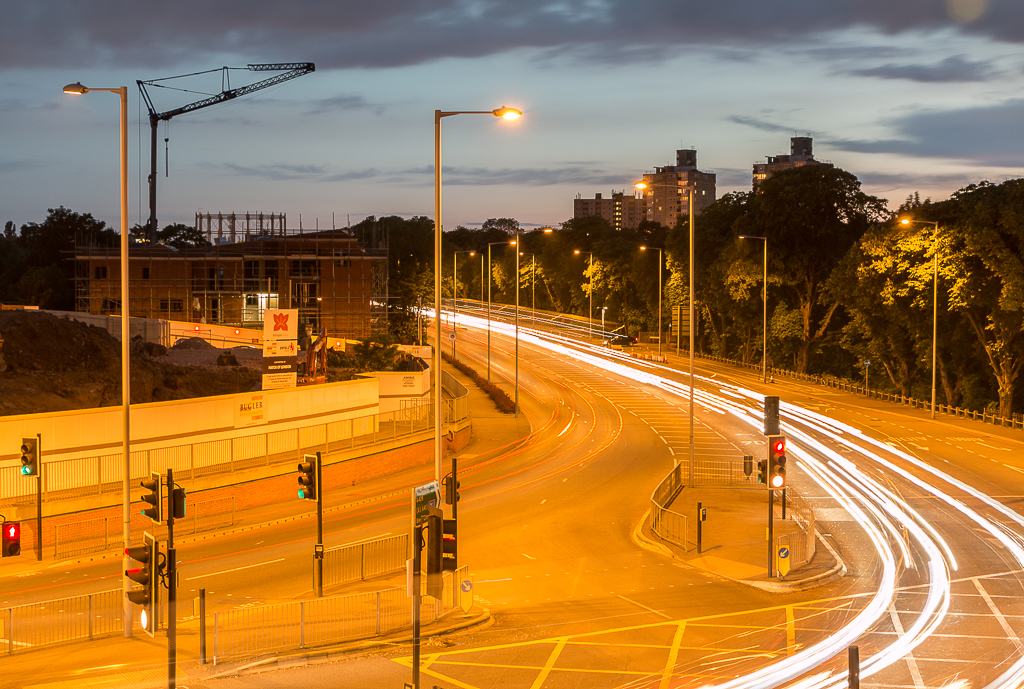
У Баундс-Грін Північна окружна дорога зведена до однієї проїжджої частини з поворотом на 90 градусів на світлофорі, і це одна з найбільш завантажених доріг у Лондоні.

Рух на Північній кільцевій дорозі повинен повертати праворуч з Телфорд-роуд на Боус-роуд, що спричиняє проблеми з великовантажними транспортними засобами. Дорога продовжується повз щільно заселені житлові та ділові райони, а потім розширюється на Грін-Лейнс і знову приймає назву Північна кільцева дорога. На Великій Кембриджській розв’язці, найпівнічнішій точці, A406 перетинає Велику Кембридж-роуд (A10). Залишена залізнична станція Angel Road частково розташована під естакадою на Angel Road, у зоні, позначеній для реконструкції, відомій як Meridian Water. Це веде до віадука долини Леа, який забезпечує безпечний перетин заплави річки Лі. Віадук є частиною початкової конструкції та був одним із перших у своєму роді, побудованих із залізобетону.

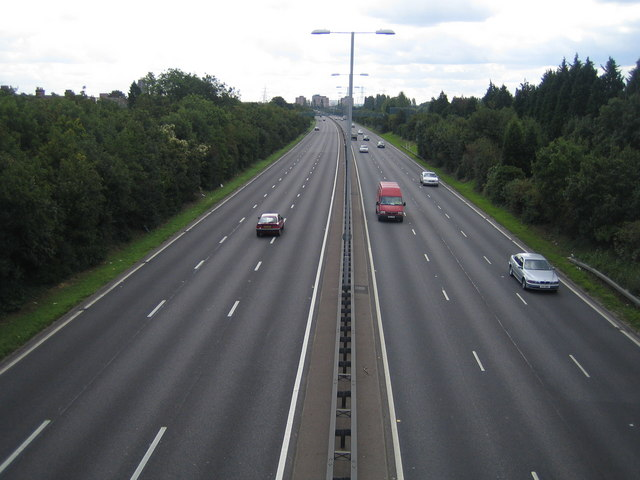
Північна окружна дорога (Південний Вудфорд до Баркінг-Ріліф-роуд) біля Ілфорда

## історія
Пропозиції щодо маршруту, який обминув центральний Лондон, висувалися з початку 20-го століття через зростання інтенсивності трафіку. У 1910 році Лондонський відділ транспорту Торгової ради розробив схеми нових доріг, у тому числі те, що стало Північною окружною дорогою, яка була розроблена, щоб обійти масштаби міської забудови вздовж передмість.
Північна окружна дорога спочатку була розроблена як програма допомоги безробітним після Першої світової війни. На початку 20-го сторіччя різні галузі промисловості, включно з виробництвом меблів, переїхали з Іст-Енду й почали розташовуватися в районах, розташованих на околицях зовнішньої забудови Лондона. Окрім загальної об’їзної дороги центрального Лондона, вона з’єднає громади Едмонтона, Тоттенгема та Уолтемстоу та дозволить повторно використовувати колишні заводи з виробництва боєприпасів у промислових цілях. Далі на захід промислові роботи зросли навколо Вемблі, щоб обслуговувати виставку Британської імперії 1924 року, тоді як колишні військові заводи у Віллесдені, Гендоні та Ектоні також виграли б від з’єднання Північною окружною дорогою. Земля, використана для маршруту, була здебільшого дешевою, що спонукало до подальших робіт і будівництва фабрик біля дороги. Спеціально побудовані ділянки були спроектовані відповідно до стандартів подвійної проїжджої частини, включаючи 8.2 метри ширини проїзна частина з 2.7 метрів країв.
Оригінальний маршрут пролягав від Чізвіка до Саутгейта і був відкритий для руху в 1930-х роках. Хоча здебільшого він проходив по новозбудованій дорозі, на ділянці на схід від Саутгейту використовувалися існуючі вулиці. До кінця десятиліття територія навколо маєтку Парк Ройал стала найбільшою індустріальною зоною на півдні Англії, і Рада з пасажирських перевезень Лондона регулярно отримувала скарги на надмірний рівень трафіку.

### Лондонські кільцеві дороги

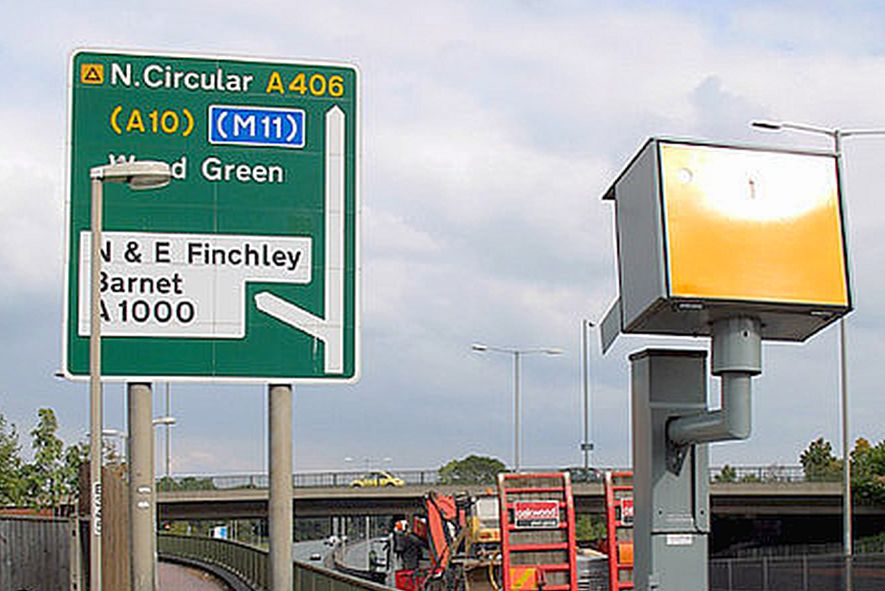
З 1951 року Північна кругова дорога підлягає обмеженню швидкості; тепер вони контролюються камерами контролю швидкості.

Після перегляду умов руху в 1961 році Міністерство транспорту запланувало збільшити пропускну спроможність Північної окружної дороги, відокремлюючи якомога більше розв’язок, особливо тих, що сполучаються з важливими магістралями. У 1960-х роках Рада Великого Лондона розробила План кільцевих доріг Лондона для будівництва серії кільцевих і радіальних автострад по всьому Лондону з надією зменшити затори в центральній частині. Згідно з цим планом, до кінця 1970-х років Північна окружна дорога повинна була бути покращена до стандарту з двома проїжджими частинами на більшій частині її довжини.
Проекти Ringway були вкрай непопулярними та викликали широкі протести, що призвело до скасування планів у 1972 році, особливо після того, як Westway було відкрито через масштабні протести двома роками раніше. У 1974 році Міністерство транспорту згорнуло плани покращення Північної кільцевої дороги, хоча до кінця десятиліття вони переглянули плани покращення маршруту до двопроїзної частини без будь-яких фасадів власності. У 1979 році Міністерство транспорту планувало покращити кільцеву дорогу Великої Кембриджської дороги за допомогою схеми вартістю 17 мільйонів фунтів стерлінгів, яка мала б знести понад 100 будинків і магазинів. Це було скасовано та замінено простим підземним переходом у 1983 році, який коштував 22,3 мільйона фунтів стерлінгів.

### Південний Вудфорд до Barking Relief Road
Ділянка Північної кільцевої дороги на південь від кільцевої дороги Чарлі Брауна в Південному Вудфорді називається «Дорога допомоги від Південного Вудфорда до Баркінга». До його відкриття позначений Північний кільцевий маршрут від кільцевої розв’язки Waterworks до Woolwich Ferry проходив місцевими дорогами через Whipps Cross, Wanstead, Manor Park і Beckton. Окрім затримок порома, рух може бути зупинено через закриття мостів у доках Короля Альберта та короля Георга V. Спочатку планувалося, що дорога буде продовженням M11, але стандарт дороги було зменшено до базової подвійної проїжджої частини. Її запропонували побудувати у 1980-х роках одночасно із суперечливою сполучною дорогою М11.

### Покращення Henlys Corner і Bounds Green

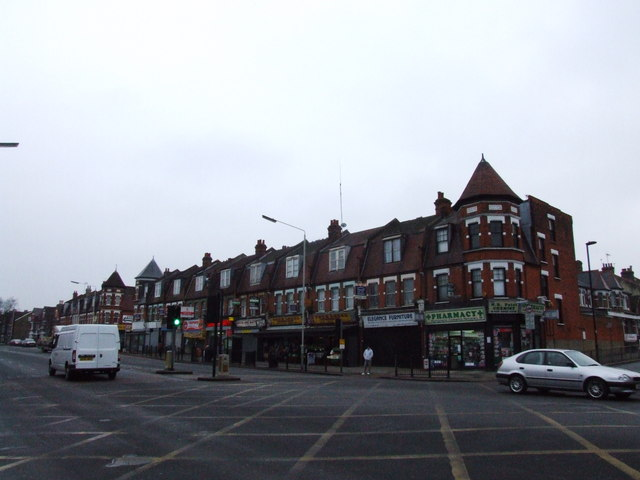
Парад магазинів біля Bowes Park, на схід від світлофора Bounds Green

Північна окружна дорога перестала бути магістральною дорогою в 2000 році, коли контроль над усіма дорогами всередині Великого Лондона перейшов до Транспорту Лондона (TfL). У 2004 році мер Лондона Кен Лівінгстон пообіцяв обмежене покращення дороги, але отримав критику за те, що не схвалив попередні плани розширення дороги на критичних ділянках, яка часто була сильно перевантажена. У 2009 році було оголошено, що нарешті розпочнуться основні роботи між розв’язками Баундс-Грін-Роуд і Грін-Лейнс, які пропонувалися понад 90 років і були завершені наступного року. Робота покращила проїжджу частину між цими перехрестями, розширивши Телфорд-роуд до двох смуг і покращивши всі розв’язки вздовж маршруту. Також було зроблено покращення пішохідних та велосипедних доріжок уздовж цього маршруту. Однак, на відміну від інших місць на Північній кільцевій дорозі, нові перехрестя не розділені на рівні та були спроектовані з урахуванням екологічних проблем. Відкрита схема є скороченою специфікацією з планів 1960-х років, згідно з якими ця ділянка Північної кільцевої дороги має бути подвійною.

## Навколишнє середовище та безпека

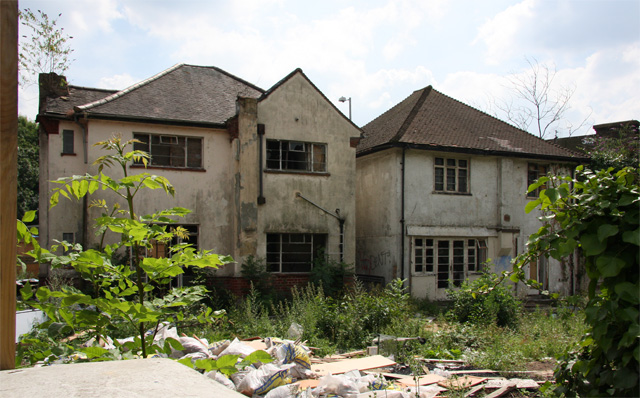
Пошкоджені об'єкти на Північній окружній дорозі приваблюють мух. Відтоді ці будинки були знесені.

Північну окружну дорогу регулярно критикують через низьку безпеку та часткові схеми покращення через брак фінансування з моменту відкриття для руху. У 1989 році Майкл Портілло, тоді член парламенту від Енфілд Саутгейт, скаржився, що 367 будинків було заплановано до знесення в рамках покращення Північної кругової дороги в його окрузі. Друзі Землі скаржилися на зростання витрат і затримки на розв'язках і покращенні безпеки. У 2003 році член кабінету з охорони навколишнього середовища Террі Невілл заявив, що запропоновані TfL удосконалення для покращення Північної кільцевої дороги були «обманом» і що місцева рада хоче шестисмугової автомагістралі, щоб належним чином усунути затори.
Невизначеність щодо майбутнього Північної кільцевої дороги завдала шкоди власності на ній і поблизу неї, особливо навколо Баундс-Грін. Приблизно в 1972 році приблизно 400 будинків на дорозі були примусово викуплені Радою Великого Лондона в поєднанні зі схемами розширення, які потім були скасовані. Власності постраждали від відсутності довгострокового догляду. Оскільки TfL взяв на себе відповідальність за дорогу, земля для майбутніх схем залишилася бездіяльною, що призвело до занепаду міста із занедбаною власністю. Вимушено викуплене майно здавалося різним короткостроковим орендарям, що призвело до того, що в них жили повії та робітники-мігранти, які жили у дедалі бідніших умовах. Пішоходи стали надто налякані, щоб користуватися підземними переходами вздовж дороги, особливо для доступу до лікарні Північного Міддлсекса. Ділянки поблизу дороги, такі як провулки за нерухомістю на ділянці Телфорд-роуд, страждали від мух і антисоціальної поведінки.